# 机械工业出版社
机械工业出版社，简称机工社，即机械工业信息研究院，是一家总部位于中华人民共和国北京市西城区出版社，出版社成立于1952年。机械工业出版社由中华人民共和国国务院国有资产监督管理委员会管辖，ISBN代码为978-7-111。沈鸿、汪道涵曾先后任名誉社长。现任社长为李奇。目前，出版社业务主要涵盖图书、期刊、咨询与分销四个产业，产品涵盖图书、期刊、数据产品、音像制品、电子出版物等领域。
根据工商注册登记信息，机械工业出版社名义上的唯一股东为机械工业信息研究院。机械工业信息研究院是中国机械工业联合会管理的事业单位。按照机械工业出版社网站介绍，机械工业出版社由机械工业信息研究院主办、中国机械工业联合会主管。事实上机械工业信息研究院与机械工业出版社是一个单位的两块牌子，社长即院长。机械工业出版社领导由中国机械工业联合会任命。
机械工业出版社拥有北京百万庄图书大厦有限公司以及机工印刷厂、京丰印刷厂两家印刷厂。

## 历史

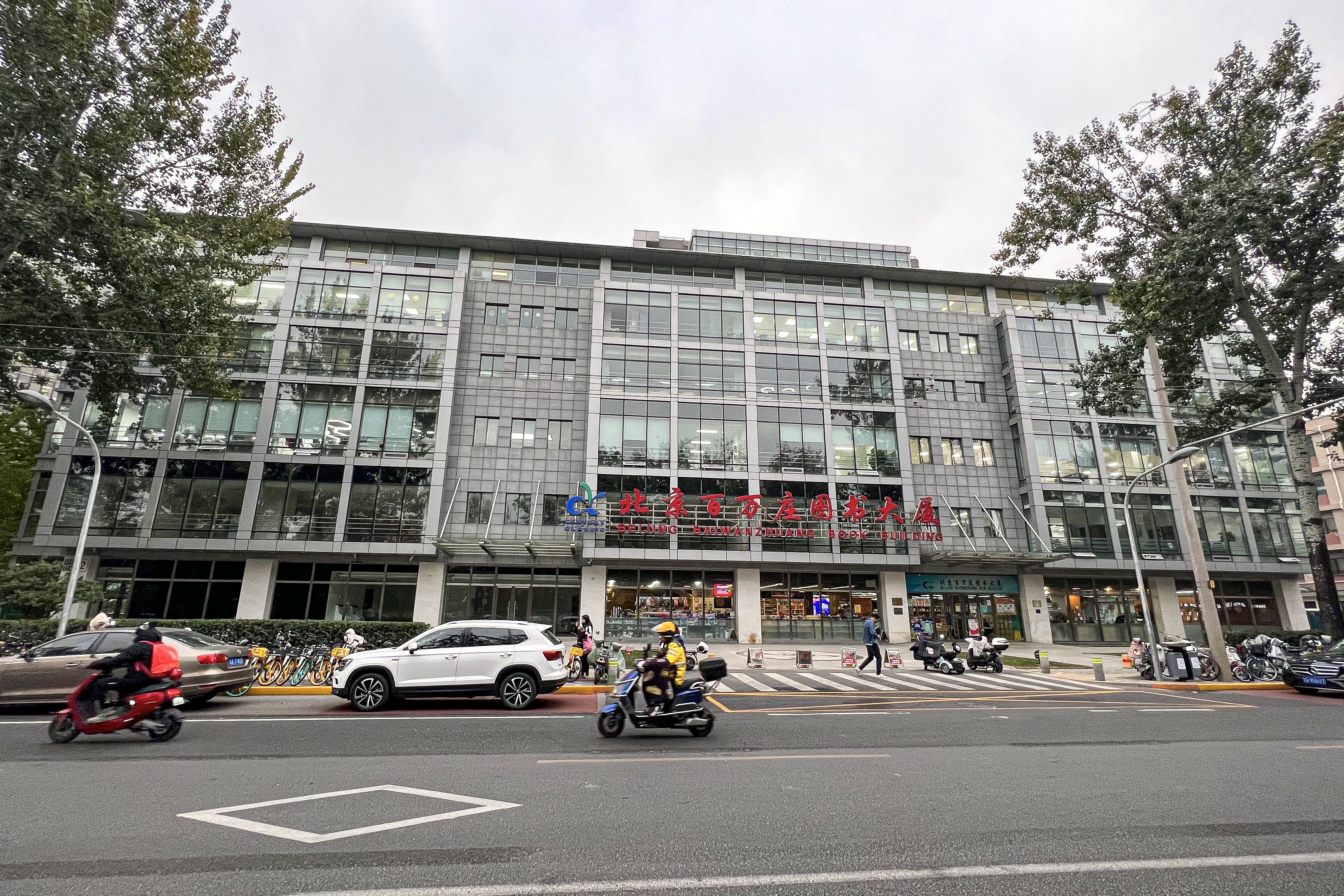
机械工业出版社旗下北京百万庄图书大厦

机械工业出版社的前身是1950年成立的科学技术出版社，科学技术出版社是自三联书店分立组建的。1952年12月20日，科学技术出版社与原属华东工业部的《生产与技术》杂志社合并，定名机械工业出版社，隶属第一机械工业部，社址在北京市东城区盔甲厂17号。1970年9月，第一机械工业部技术情报所与机械工业出版社合并为第一机械工业部科学技术情报研究所，出版业务仍保留机械工业出版社牌子，总部迁至北京市西城区百万庄南街1号。